# Milan Štěch
Milan Štěch (* 13. listopadu 1953 České Budějovice) je bývalý český odborář a politik SOCDEM. V letech 2010 až 2018 byl předsedou Senátu Parlamentu České republiky. Mezi roky 2008 až 2010 a opět 2018 až 2020 zastával funkci místopředsedy horní komory. Mandát za obvod č. 15 – Pelhřimov vykonával téměř 24 let, čímž se stal historicky nejdéle sloužícím senátorem. V období 2002 až 2010 vedl Českomoravskou konfederaci odborových svazů.

## Životopis

### Studium a odborářská kariéra
Pochází z rodiny sedláků, rodiče měli zemědělskou usedlost v Horních Slověnicích. Vyučil se strojním zámečníkem a při zaměstnání vystudoval střední průmyslovou školu, poté působil jako strojní zámečník, dílenský dispečer a následně dílenský mistr. V roce 1979 se stal předsedou odborů v závodě Škoda České Budějovice. Mezi lety 1979 a 1989 byl členem normalizační KSČ. Členství mu bylo nabídnuto v souvislosti s kariérním postupem. V listopadu 1989 byl zvolen do stávkového výboru a Občanského fóra. V roce 1990 opustil budějovickou Škodu a stal se vedoucím regionálního pracoviště Odborového svazu KOVO, od roku 2002 do roku 2010 byl předsedou největší odborové centrály ČMKOS.

### Politická kariéra
V roce 1996 byl zvolen senátorem za obvod Pelhřimov-Jindřichův Hradec. Znovu byl zvolen v letech 2002, 2008 a 2014. Působil jako místopředseda Výboru pro zdravotnictví a sociální politiku, od roku 2008 jako místopředseda Senátu. Vzhledem k souběhu více funkcí se vzdal části svých příjmů. V letech 2010, 2012, 2014 a potom znovu v roce 2016 byl zvolen předsedou Senátu Parlamentu ČR, byl tedy formálně druhým nejvyšším ústavním činitelem.
Ve volbách do Senátu Parlamentu ČR v roce 2014 již počtvrté kandidoval za Českou stranu sociálně demokratickou (od roku 2023 Sociální demokracie) v obvodu č. 15 – Pelhřimov. Se ziskem 36,29 % hlasů vyhrál první kolo a postoupil tak do kola druhého. V něm porazil poměrem hlasů 61,70 % : 38,25 % nestraníka za TOP 09 a STAN Iva Jahelku a zůstal tak senátorem. Dne 25. října 2014 mu skončil mandát senátora pro volební období 2008 až 2014 a tudíž mu skončil i mandát předsedy Senátu Parlamentu ČR. Zhruba o měsíc později, dne 19. listopadu 2014, však byl opět zvolen předsedou Senátu Parlamentu ČR, a to když v tajné volbě získal 70 hlasů ze 78 odevzdaných hlasů.
Dne 18. října 2016 byl Milan Štěch jedním ze signatářů „Prohlášení čtyř nejvyšších ústavních činitelů“ o územní celistvosti Čínské lidové republiky v souvislosti s návštěvou Dalajlámy v Česku. K této události se vztahuje kritika české veřejnosti a novinářů.
Po volbách do Senátu Parlamentu ČR v roce 2016 opět obhájil křeslo předsedy, když byl dne 16. listopadu 2016 zvolen 54 hlasy od 78 přítomných senátorů.
Dne 9. května 2017 Štěch prohlásil, že pokud prezident republiky Miloš Zeman do týdne neodvolá ministra financí a šéfa ANO Andreje Babiše, je Senát připravený podat ústavní žalobu proti prezidentu republiky. Prezidentův mluvčí Jiří Ovčáček v reakci na to uvedl, že „Vyhrožování prezidentu republiky je v demokratické společnosti nepřijatelné a neakceptovatelné.“
Před prezidentskými volbami v lednu 2018 podpořil Jiřího Drahoše.
Dne 25. dubna 2018 vystoupil společně se senátorským klubem ČSSD proti záměru sociální demokracie vstoupit do koaliční vlády s hnutím ANO, v jejímž čele by stál trestně stíhaný premiér Andrej Babiš. Dne 14. listopadu 2018 byl po osmi letech ve funkci předsedy Senátu Parlamentu ČR nahrazen Jaroslavem Kuberou z ODS. V tentýž den se stal místopředsedou Senátu Parlamentu ČR (získal 74 z 80 odevzdaných hlasů, nejvíce ze všech místopředsedů).
Ve volbách do Senátu Parlamentu ČR v roce 2020 obhajoval za ČSSD s podporou KDU-ČSL mandát senátora v obvodu č. 15 – Pelhřimov. V prvním kole získal 31,22 % hlasů, a postoupil tak z 1. místa do druhého kola, v němž prohrál s kandidátem Svobodných Jaroslavem Chalupským poměrem hlasů 47,56 % : 52,43 %. Po 24 letech tak v Senátu skončil.
Ve volbách do Poslanecké sněmovny Parlamentu ČR v roce 2021 kandidoval na 2. místě kandidátky ČSSD v Jihočeském kraji, ale stejně jako celá strana ve volbách neuspěl.

### Lánská schůzka (2013)
Po předčasných volbách do Poslanecké sněmovny v říjnu roku 2013 se jako první nahlas postavil za předsedu strany Bohuslava Sobotku, kterého se pokusili na základě tzv. Lánské schůzky odstavit od moci příznivci Miloše Zemana ve vedení strany v čele s hejtmanem Jihomoravského kraje Michalem Haškem. I díky tomuto zásahu Sobotka svou pozici ustál. Poté se stal jedním z členů vyjednávacího týmu ČSSD o nové vládě.

### Putovní výstava Odkaz T. G. Masaryka dnešku
V srpnu 2014 zahájil jako předseda v prostorách Senátu (Valdštejnský palác) putovní výstavu "Odkaz T. G. Masaryka dnešku", kterou tam pod jeho záštitou uspořádalo Masarykovo demokratické hnutí od 20. srpna do 31. října 2014.

## Galerie

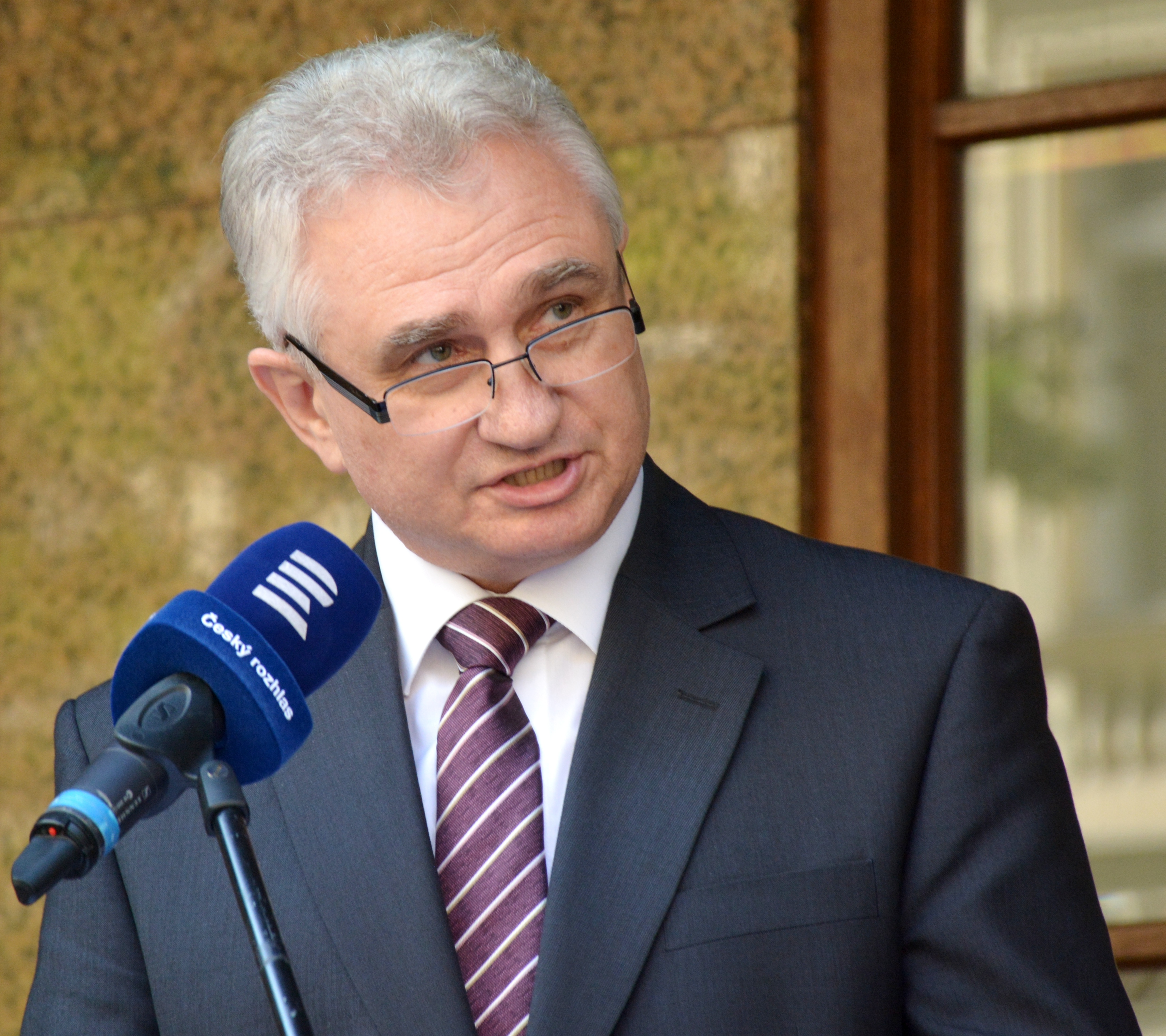
Milan Štěch během projevu v den výročí okupace Československa vojsky Varšavské smlouvy u Českého rozhlasu
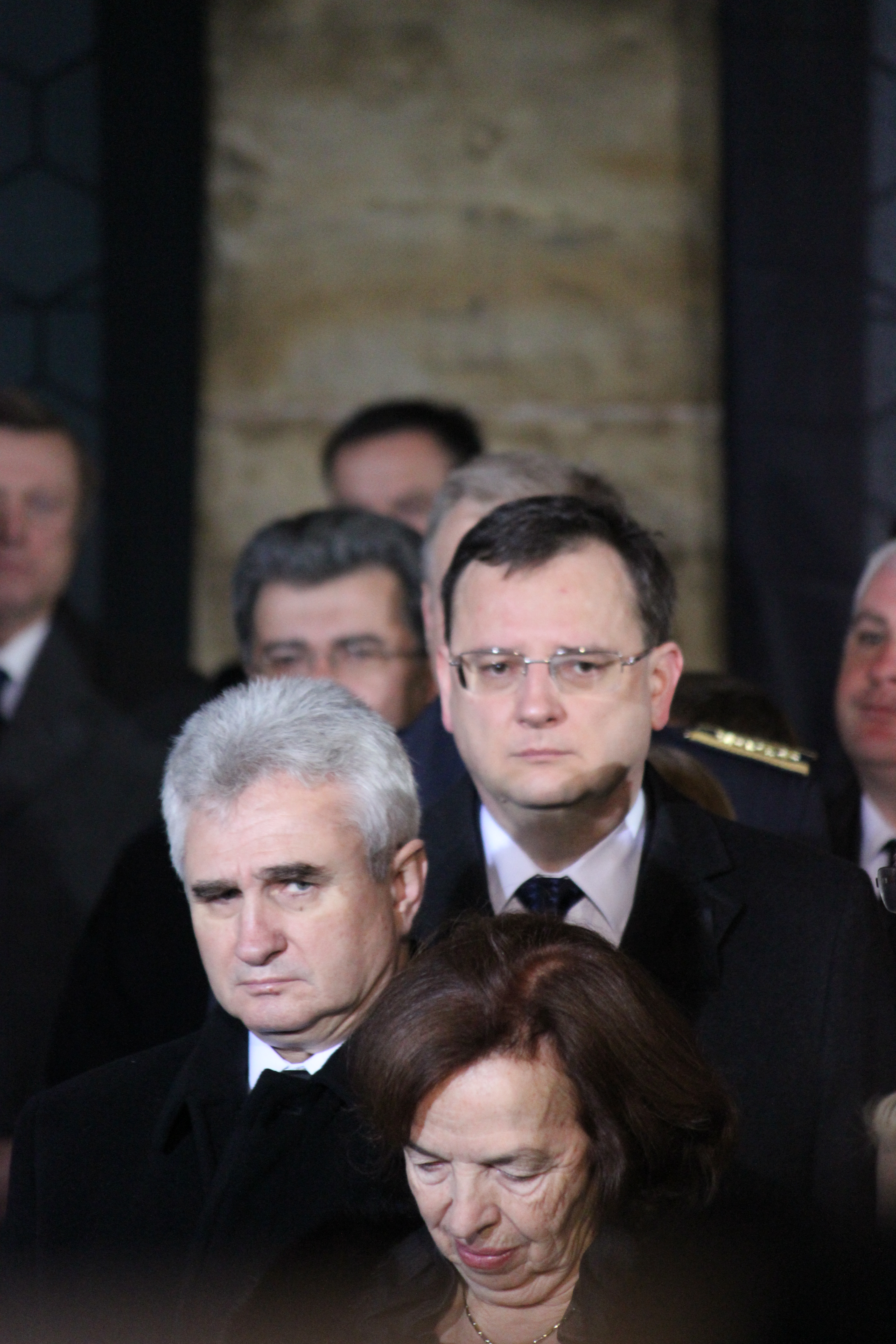
Milan Štěch s premiérem Nečasem na státním pohřbu Václava Havla v prosinci 2011
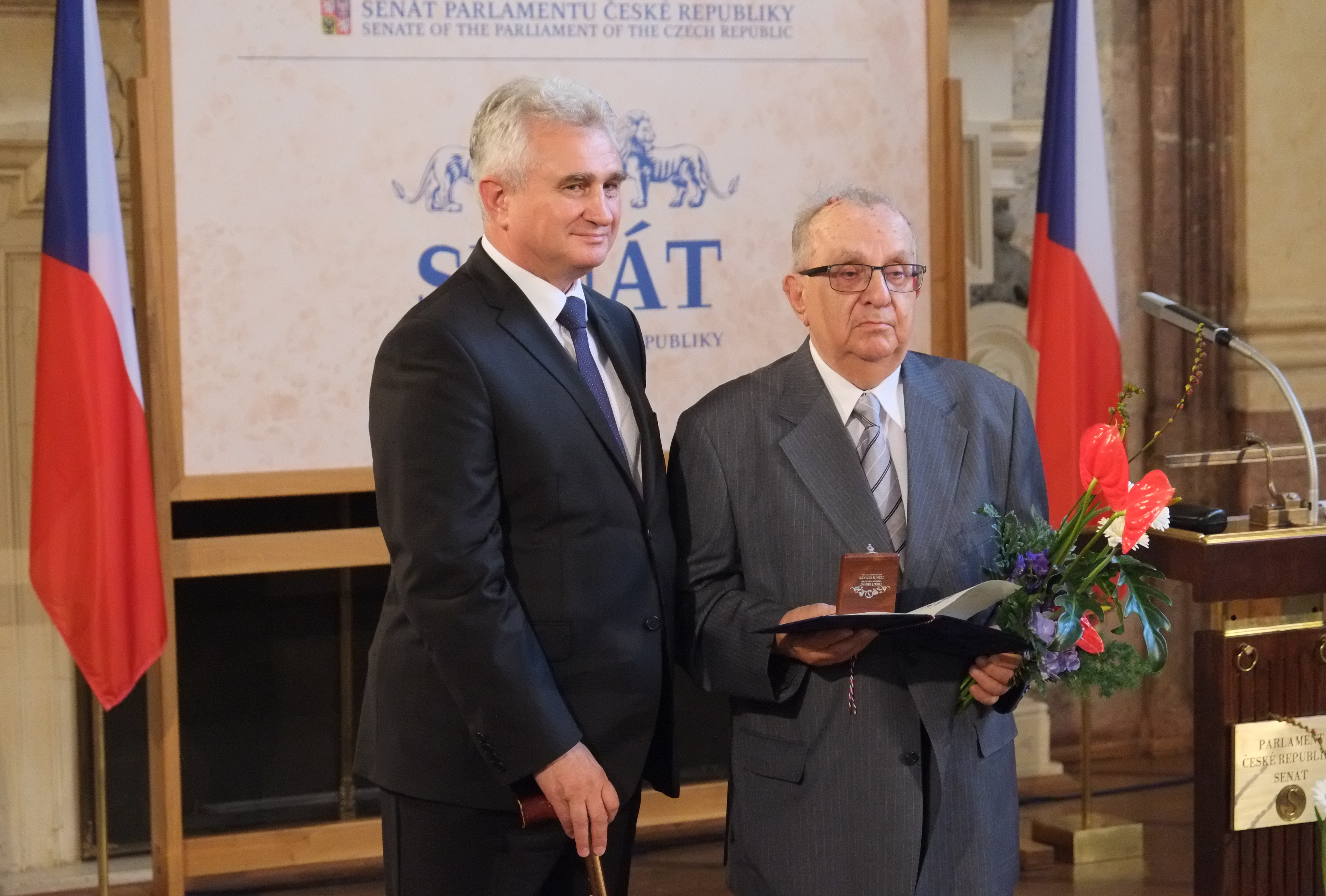
Milan Štěch vyznamenává profesora Jaromíra Koláře
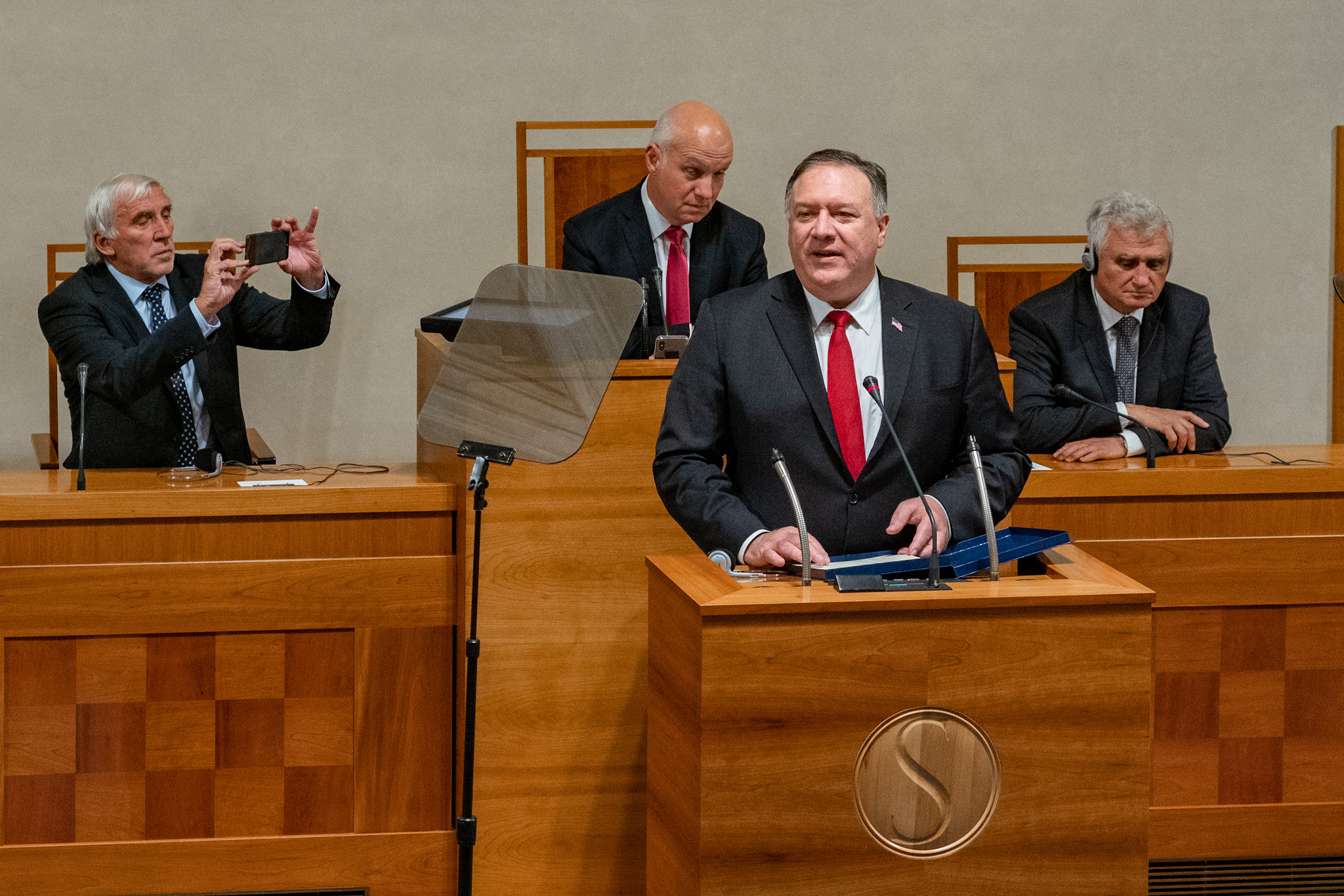
Milan Štěch (vpravo) během projevu ministra zahraničí USA v českém Senátu v roce 2020
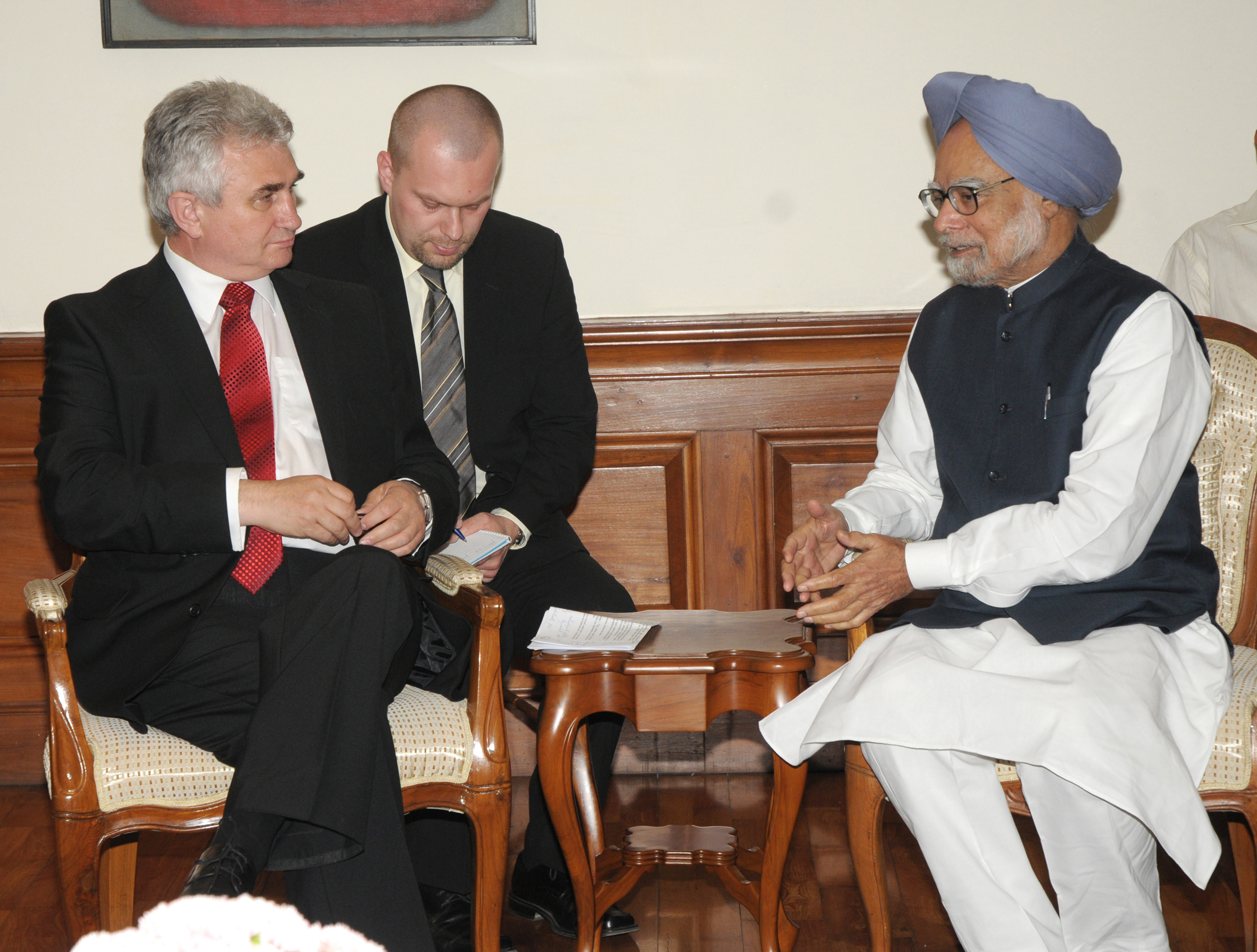
Štěch s indickým premiérem
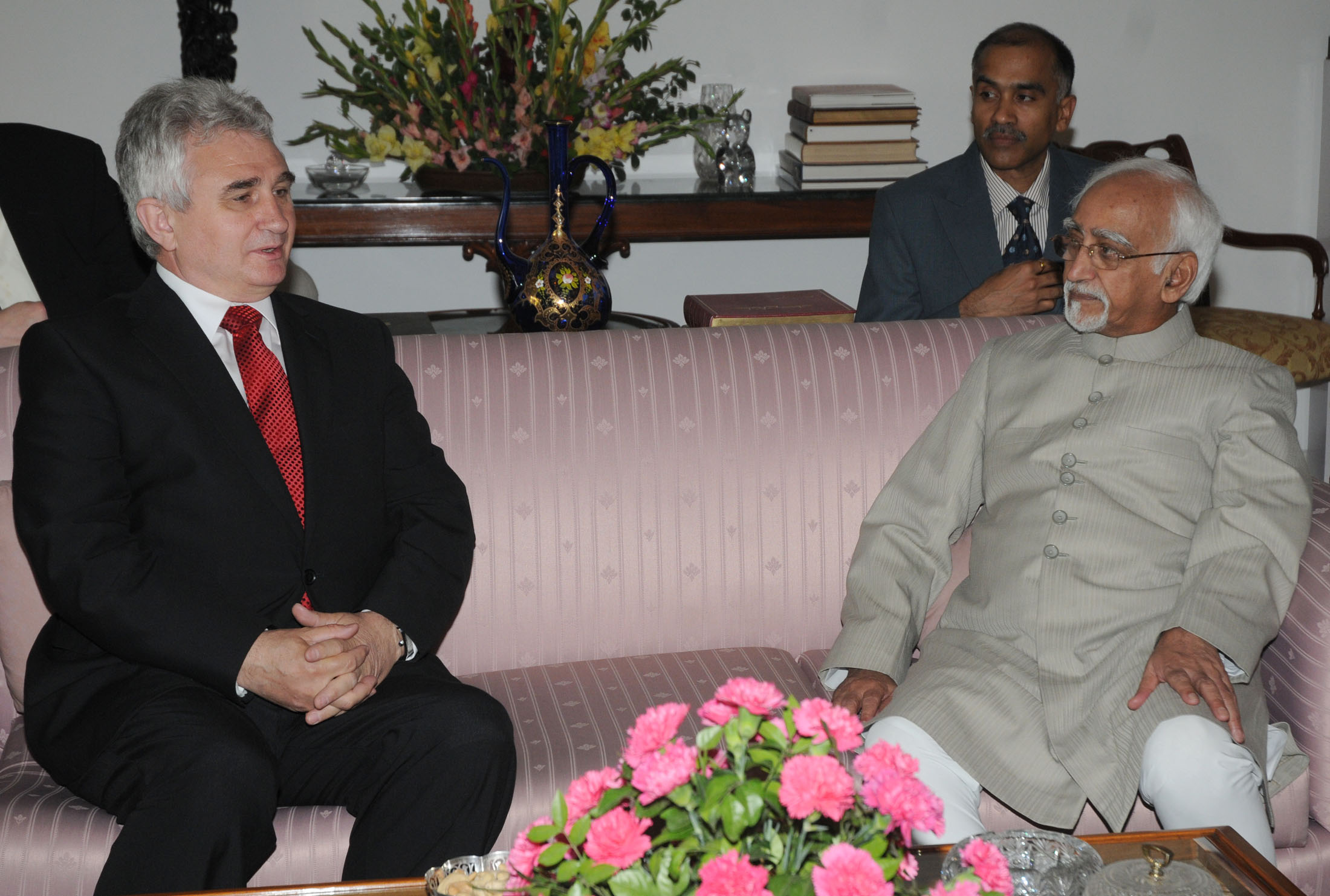
Štěch na návštěvě Indie